# Hall (biltillverkare)
Hall var en amerikansk formelbiltillverkare under 1950-talet.
Teamet Karl Hall deltog med en Hall-Offenhauser i ett formel 1/Indianapolis 500-lopp, Indianapolis Grand Prix 1951.